# 桃源郷エイリアン
「桃源郷エイリアン」（とうげんきょうエイリアン）は、serial TV dramaの3枚目（通算6枚目）のシングル。2011年6月15日にSony Recordsより発売。
公式ページのキャッチコピーは「和製ロックンロール」。

## 概要
- 前作から約3か月ぶりのリリース。バンドにとっては、2012年3月の解散までシングルをリリースしていないため、事実上のラストシングルである。
- 表題曲は、テレビアニメ『銀魂'』のオープニングテーマに起用され[5]、バンドとしては、ミニアルバム『マストバイ』収録の「コピペ」以来のアニメタイアップとなった。なお、シングルでは同バンド最大のヒット作[6]。
- 初回生産限定盤と通常盤の2形態の発売で、初回盤には前作「愛が止まらない-Turn It Into Love-」のPVを収録したDVDが付属。また、ジャケットに書かれている表題曲のタイトルが、初回盤ではピンク色、通常盤では緑色となっているほか、どちらにも『銀魂』描きおろしスーパークリアアナザージャケットが付属されており、初回盤には「万事屋Ver.」（坂田銀時、志村新八、神楽）、通常盤には「真選組Ver.」（土方十四郎、近藤勲、沖田総悟）がそれぞれ付属されている[4]。
- PVは公式サイト上でエキストラが公募され[7]、2011年4月20日に東京都大田区の某所にて撮影された[8]。なお、このPVは、アルバム『パワースポット』の初回生産限定盤付属のDVDに収録されている。
- 今作の発売記念として、発売2日前の6月13日に『ニコニコ生放送』に初登場し、トークとライブを行った[9][10]。

## 収録内容
| 全作曲: 新井弘毅、全編曲: serial TV drama。 |                                         |           |            |      |
| #                                           | タイトル                                | 作詞      | 作曲・編曲 | 時間 |
| 1.                                          | 「桃源郷エイリアン」                    | 稲増五生  | 新井弘毅   | 5:07 |
| 2.                                          | 「LEMON」                               | 鴇崎智史  | 新井弘毅   | 5:28 |
| 3.                                          | 「桃源郷エイリアン (アニメサイズver.)」 |           | 新井弘毅   | 1:35 |
| 4.                                          | 「桃源郷エイリアン -Instrumental-」     |           | 新井弘毅   | 5:07 |
| 合計時間:                                   | 合計時間:                               | 合計時間: | 17:17      |      |

## 楽曲解説
1. 桃源郷エイリアン
  - テレビ東京系アニメ『銀魂'』初代[注 2]オープニングテーマ[注 3]。ちなみにギターの新井は、『銀魂』のファンであり[11]、メンバー内で一番のファンでもある[9]。
  - 楽曲としては、『銀魂』の世界観から「和」を意識しており[11]、タイトルは、ヴォーカルの鴇崎の案により、ゲーム『平安京エイリアン』をもじっている[11]。